# Esther Bejarano
Esther Bejarano (Saarlouis, 15 de diciembre de 1924 - Hamburgo, 10 de julio de 2021), registrada al nacer como Esther Löwy, fue una de las últimas supervivientes del campo de concentración de Auschwitz. Junto con Anita Lasker-Wallfisch, tocó en la Orquesta de mujeres de Auschwitz. Dedicó su vida a la música y a la lucha contra el racismo y el antisemitismo.

## Biografía
Bejarano nació en Saarlouis, territorio alemán del suroeste de Alemania ocupado en aquella época por Francia desde el fin de la Primera Guerra Mundial, y fue registrada con el nombre de Esther Löwy, hija del cantor principal y maestro de una comunidad judía de esa ciudad. Su padre la animó a interesarse por la música y Esther aprendió a tocar el piano. A los quince años tuvo que abandonar la casa de sus padres para intentar emigrar a Palestina, aunque no lo consiguió, pues en 1941, todo el profesorado y los estudiantes fueron arrestados por las SS, para su posterior traslado a un campo de trabajo cerca de Berlín.
La hermana y los padres de Esther fueron asesinados por los nazis, en Lituania, en 1941, tras lo cual cumplió dos años de trabajos forzados en un campo cerca de Fürstenwalde/Spree. El 20 de abril de 1943, todas las personas del campo fueron deportadas al campo de concentración de Auschwitz. Tenía dieciocho años, y fue obligada a realizar trabajos forzados, cargando piedras pesadas.
Por las tardes, los ancianas del bloque donde estaba siempre le preguntaban si podría cantarles algo, pues sabían que se le daba bien, y además conocía muchas canciones de Schubert o Mozart. Estos ancianos, le hablaron de Esther a Tchaikovsky, un profesor de música a quien se le asignó la tarea de montar una orquesta en Auschwitz. Entre otras tareas, esta orquesta de cuarenta mujeres, conocida como "Orquesta de Mujeres de Auschwitz", se encargaba de tocar para las personas que iban a trabajar o para las que llegaban al campo, que seguramente serían asesinadas más adelante, pero ella declaró que no podían hacer otra cosa más que quedarse ahí y tocar mientras eran recibidas. Este profesor de música fue a ver a Bejarano una noche y le preguntó si podía tocar algún instrumento, a lo que ella contestó: "El piano". Como no tenían piano, el profesor le sugirió el acordeón, y aunque Esther no tenía práctica con este instrumento, aceptó la propuesta.
Más adelante, contrajo tifoidea, una fiebre muy alta. El líder de trabajo asignado para Esther y para las personas con quienes compartía bloque era Otto Moll, a quien ella describía como "una bestia, un tipo repugnante". Pero a Otto le gustaba mucho la música y solía acudir a verles tocar. Cuando se enteró de que la única mujer acordeonista había enfermado, se aseguró de que Esther pasara de la enfermería judía a la cristiana, porque en la primera no les daban ningún medicamento y al final acabarían usando el gas. Moll le dijo a un médico checo que, si no la curaba, le dispararía. Y por ello la música fue la salvación para Esther.
Tras la guerra, emigró a Palestina el 15 de septiembre de 1945. Pero cuando llegaron allí fue una gran decepción porque los ingleses les llevaron directamente a un campamento con alambre de púas y, lamentablemente, según relata, también había muchos judíos entre los guardias. Más adelante trabajó en una fábrica, en la que tuvo muy malas experiencias. Hubo muchos terroristas entre los trabajadores judíos, que atacaron a los oficiales coloniales británicos para expulsarlos del país. Esther les decía constantemente que no se podía ganar a nadie con estos ataques, pues todo se pondría cada vez peor, y los ingleses definitivamente no lo tolerarían.
Regresó a Alemania en 1960, con su marido y sus dos hijos. Consideraba que no tenía otra opción, y que no podía quedarse en Israel, pues siempre estaba enferma y no podía soportar el calor. Además, su marido tampoco quería ir a la guerra. Dedicó el resto de su vida a educar a la gente sobre el Holocausto y a luchar contra la xenofobia. El ministro de Relaciones Exteriores de Alemania, Heiko Maas, dijo que Bejarano era una voz importante en la lucha contra el racismo y el antisemitismo.
A principios de los años 80, con su hija Edna y su hijo Joram, creó el grupo musical Coincidence. Cantaban canciones del gueto y en hebreo, así como canciones antifascistas. Posteriormente, en 2007 creó una banda de rap junto a otros dos músicos llamada Microphone Mafia.
Bejarano vivió en Hamburgo. Fue cofundadora y presidenta del Comité Internacional de Auschwitz y presidenta de honor de la Unión de los Perseguidos del Régimen Nazi. En las últimas décadas, dedicó una parte importante de su vida a hablar públicamente sobre el Holocausto, llamando la atención sobre el peligro del olvido y del auge de la extrema derecha.
Esther se consideraba antisionista, aunque no pudo comprender cómo en una época fuera una sionista convencida. Declaraba que en aquel momento no sabía lo que el sionismo significaba, sólo querían construir el país. Pero los supervivientes de Auschwitz no eran bien vistos allí, no les recibieron bien, porque habían sobrevivido y les acusaron de haber colaborado con los nazis. Se hizo antisionista y deseaba que los palestinos y los judíos vivieran juntos en un Estado, y declaraba que el país en el cual se encuentra Israel hoy era desde tiempos inmemoriales el país de los palestinos, y que, como ambos no pueden vivir por el momento en paz, los palestinos deberían tener su propio Estado y que Israel y Palestina primero construyeran relaciones pacíficas entre ambos.
Murió el 10 de julio de 2021, a los 96 años, en Hamburgo. Fue una de las últimas supervivientes de la orquesta.

## Reconocimientos
Bejarano fue galardonada con la Medalla Carl von Ossietzky y ostentó la Cruz del Mérito, primera clase de la Orden del Mérito de la República Federal de Alemania. Fue galardonada con el "Premio Planeta Azul" de ethecon en 2013 por su «incansable actividad por la paz y contra el antisemitismo, el racismo y el fascismo».